# 208
Il 208 (CCVIII in numeri romani) è un anno bisestile del III secolo.

## Eventi
- Inverno - Zhou Yu e Liu Bei sconfiggono Cáo Cāo nella battaglia di Chibi.

## Nati
- 14 settembre - Diadumeniano, imperatore romano († 218)
- 1º ottobre - Alessandro Severo, imperatore romano († 235)

## Morti
- 1º maggio - Andeolo del Vivarais, religioso francese
- Vologase V, sovrano

## Calendario
| Calendario 208 | Calendario 208 | Calendario 208 | Calendario 208 | Calendario 208 | Calendario 208 | Calendario 208 | Calendario 208 | Calendario 208 | Calendario 208 | Calendario 208 | Calendario 208 | Calendario 208 | Calendario 208 | Calendario 208 | Calendario 208 | Calendario 208 | Calendario 208 | Calendario 208 | Calendario 208 | Calendario 208 | Calendario 208 | Calendario 208 | Calendario 208 | Calendario 208 | Calendario 208 | Calendario 208 | Calendario 208 | Calendario 208 | Calendario 208 | Calendario 208 | Calendario 208 | Calendario 208 |
| -------------- | -------------- | -------------- | -------------- | -------------- | -------------- | -------------- | -------------- | -------------- | -------------- | -------------- | -------------- | -------------- | -------------- | -------------- | -------------- | -------------- | -------------- | -------------- | -------------- | -------------- | -------------- | -------------- | -------------- | -------------- | -------------- | -------------- | -------------- | -------------- | -------------- | -------------- | -------------- | -------------- |
|                | 1              | 2              | 3              | 4              | 5              | 6              | 7              | 8              | 9              | 10             | 11             | 12             | 13             | 14             | 15             | 16             | 17             | 18             | 19             | 20             | 21             | 22             | 23             | 24             | 25             | 26             | 27             | 28             | 29             | 30             | 31             |                |
| Gennaio        | Ve             | Sa             | Do             | Lu             | Ma             | Me             | Gi             | Ve             | Sa             | Do             | Lu             | Ma             | Me             | Gi             | Ve             | Sa             | Do             | Lu             | Ma             | Me             | Gi             | Ve             | Sa             | Do             | Lu             | Ma             | Me             | Gi             | Ve             | Sa             | Do             |                |
| Febbraio       | Lu             | Ma             | Me             | Gi             | Ve             | Sa             | Do             | Lu             | Ma             | Me             | Gi             | Ve             | Sa             | Do             | Lu             | Ma             | Me             | Gi             | Ve             | Sa             | Do             | Lu             | Ma             | Me             | Gi             | Ve             | Sa             | Do             | Lu             |                |                |                |
| Marzo          | Ma             | Me             | Gi             | Ve             | Sa             | Do             | Lu             | Ma             | Me             | Gi             | Ve             | Sa             | Do             | Lu             | Ma             | Me             | Gi             | Ve             | Sa             | Do             | Lu             | Ma             | Me             | Gi             | Ve             | Sa             | Do             | Lu             | Ma             | Me             | Gi             |                |
| Aprile         | Ve             | Sa             | Do             | Lu             | Ma             | Me             | Gi             | Ve             | Sa             | Do             | Lu             | Ma             | Me             | Gi             | Ve             | Sa             | Do             | Lu             | Ma             | Me             | Gi             | Ve             | Sa             | Do             | Lu             | Ma             | Me             | Gi             | Ve             | Sa             |                |                |
| Maggio         | Do             | Lu             | Ma             | Me             | Gi             | Ve             | Sa             | Do             | Lu             | Ma             | Me             | Gi             | Ve             | Sa             | Do             | Lu             | Ma             | Me             | Gi             | Ve             | Sa             | Do             | Lu             | Ma             | Me             | Gi             | Ve             | Sa             | Do             | Lu             | Ma             |                |
| Giugno         | Me             | Gi             | Ve             | Sa             | Do             | Lu             | Ma             | Me             | Gi             | Ve             | Sa             | Do             | Lu             | Ma             | Me             | Gi             | Ve             | Sa             | Do             | Lu             | Ma             | Me             | Gi             | Ve             | Sa             | Do             | Lu             | Ma             | Me             | Gi             |                |                |
| Luglio         | Ve             | Sa             | Do             | Lu             | Ma             | Me             | Gi             | Ve             | Sa             | Do             | Lu             | Ma             | Me             | Gi             | Ve             | Sa             | Do             | Lu             | Ma             | Me             | Gi             | Ve             | Sa             | Do             | Lu             | Ma             | Me             | Gi             | Ve             | Sa             | Do             |                |
| Agosto         | Lu             | Ma             | Me             | Gi             | Ve             | Sa             | Do             | Lu             | Ma             | Me             | Gi             | Ve             | Sa             | Do             | Lu             | Ma             | Me             | Gi             | Ve             | Sa             | Do             | Lu             | Ma             | Me             | Gi             | Ve             | Sa             | Do             | Lu             | Ma             | Me             |                |
| Settembre      | Gi             | Ve             | Sa             | Do             | Lu             | Ma             | Me             | Gi             | Ve             | Sa             | Do             | Lu             | Ma             | Me             | Gi             | Ve             | Sa             | Do             | Lu             | Ma             | Me             | Gi             | Ve             | Sa             | Do             | Lu             | Ma             | Me             | Gi             | Ve             |                |                |
| Ottobre        | Sa             | Do             | Lu             | Ma             | Me             | Gi             | Ve             | Sa             | Do             | Lu             | Ma             | Me             | Gi             | Ve             | Sa             | Do             | Lu             | Ma             | Me             | Gi             | Ve             | Sa             | Do             | Lu             | Ma             | Me             | Gi             | Ve             | Sa             | Do             | Lu             |                |
| Novembre       | Ma             | Me             | Gi             | Ve             | Sa             | Do             | Lu             | Ma             | Me             | Gi             | Ve             | Sa             | Do             | Lu             | Ma             | Me             | Gi             | Ve             | Sa             | Do             | Lu             | Ma             | Me             | Gi             | Ve             | Sa             | Do             | Lu             | Ma             | Me             |                |                |
| Dicembre       | Gi             | Ve             | Sa             | Do             | Lu             | Ma             | Me             | Gi             | Ve             | Sa             | Do             | Lu             | Ma             | Me             | Gi             | Ve             | Sa             | Do             | Lu             | Ma             | Me             | Gi             | Ve             | Sa             | Do             | Lu             | Ma             | Me             | Gi             | Ve             | Sa             |                |